# Ranjeni jelen
Ranjeni jelen (špansko El venado herido) je oljna slika mehiške umetnice Fride Kahlo, ustvarjena leta 1946. Znana je tudi kot Mali jelen. Skozi Ranjenega jelena Kahlo deli svoje trajno fizično in čustveno trpljenje s svojim občinstvom, kot je to počela ves čas svojega ustvarjalnega opusa. Predvsem ta slika je nastala proti koncu Kahlojinega življenja, ko je njeno zdravje pešalo. Kahlo združuje predkolumbovske, budistične in krščanske simbole, da bi izrazila svoj širok spekter vplivov in prepričanj.
Kahlo se je pri 18 letih poškodovala v prometni nesreči, ki je povzročila hude poškodbe celega telesa. Posebno poškodovana je bila njena hrbtenica, rebra, medenica, desna noga in trebuh. Z ranami zaradi te nesreče se je ukvarjala do konca življenja. Kahlo je ta avtoportret naslikala po operaciji hrbtenice, zaradi katere je bila skoraj eno leto priklenjena na posteljo. Med okrevanjem je nosila jekleni steznik, kar je mogoče videti na njenih poznih avtoportretih. Njena desna noga je bila sčasoma amputirana do kolena zaradi gangrene.
Raznolikost kulturnih vplivov odraža lastno ozadje Fride Kahlo. Imela je nemškega očeta in mehiško mamo, zato se je v otroštvu zavedala tradicionalnih evropskih in mehiških idej. Znano je tudi, da se je Kahlo v kasnejših letih svojega življenja zanimala za vzhodno religijo.
Leta 1940 se je Kahlo drugič poročila z mehiškim umetnikom Diegom Rivero. Njun drugi zakon je imel veliko enakih težav kot prvi, poln ljubosumja, afer in prepirov.
Približno v času, ko je ustvarila sliko Ranjeni jelen, je Kahlo v svoj dnevnik narisala mladega jelena, za katerega se domneva, da ga je navdihnil njen hišni ljubljenček jelen Granizo.
Ranjenega jelena je Kahlo dala tesnima prijateljema Arcadyju in Lini Boytler kot poročno darilo.

## Opis
V Ranjenem jelenu se Kahlo slika kot živalski in človeški hibrid. Ima telo jelena skupaj z rogovjem, ki sega iz njene glave. Jelen stoji pokonci z iztegnjenimi nogami. Njegova sprednja desna noga je dvignjena od tal, kot da je poškodovan ali v gibanju. V jelenovem telesu je devet puščic, ki ustvarjajo rane, iz katerih teče kri. Jelen je v gozdu; na desni strani jelena je devet dreves, v ospredju pa zlomljena veja. V slikovni ravnini se vidijo samo drevesna debla; nobeno od zgornjih listov ni vidno. Ena od vej na drevesu desno v ospredju je odrezana. Verjetno je odtrgana okončina veja, ki je na tleh pred jelenom. Izstopajoča je zlomljena veja, saj jo umetnica podrobneje opiše kot vsa gozdna tla. Kahlojin obraz stoično strmi v gledalca in kaže malo bolečine. Njen vrat in glava sta pokončna in čuječa. Izza Kahlojinih ušes se pojavi niz jelenjih ušes. V ozadju je prisotno vodno telo, ki ga je mogoče videti skozi drevesa. Čeprav je nebo svetlo, iz belega oblaka udari strela. V spodnjem levem kotu slike je za podpisom umetnice in letnice nastanka zapisana beseda carma (karma). Ranjeni jelen je večinoma upodobljen z zelenimi, rjavimi in sivimi toni, pa tudi z majhnimi merami modre in rdeče. Fizične dimenzije slike so zelo skromne, saj merijo le 22,4 x 30 centimetrov.

## Interpretacija in analiza
Na tej sliki Kahlo s svojim občinstvom deli svojo vseživljenjsko bolečino. Bolečina, ki jo predstavlja, ni samo fizična, ampak tudi čustvena, ki jo povzroča njen odnos z Rivero. V primerjavi z velikimi freskami drugih mehiških sodobnikov, kot so Rivera, David Alfaro Siqueiros in José Clemente Orozco, so bile Kahlojine slike majhne. Nekateri kritiki razlagajo obseg njenih del kot znak izolacije, ki prav tako zmanjšuje njene boleče okoliščine.
Mehiška tradicija je položiti zlomljeno vejo na grob. To se razume kot potrditev umetnikovega poslabšanega zdravstvenega stanja. Kljub ranam na telesu jelena Kahlo ne nariše obraza tesnobe, ampak moči.
Strokovnjaki poudarjajo, da so rogovja na Kahlojini glavi rogovja jelena, samca jelena. Kahlo se predstavlja kot delno moški in delno kot ženska, pa tudi kot elementi človeških in živalskih značilnosti. To hibridno obliko pogosto razlagajo z umetničinim vplivom predkolumbovskih idej in tradicij, ki verjamejo, da desno nogo predstavlja jelen. V tem sistemu verovanj so bili dnevi predstavljeni s simbolom in številko, ki bi jo po možnosti povzročilo veliko število drevesnih vej. Uporabili bi lahko tudi pomembne datume, kot so rojstni dnevi, ki so bili uporabljeni v napovedih. Kahlo je sprejela jelena kot simbol zase zaradi njegove povezave z desnim stopalom in v azteškem koledarju je bila rojena na deveti dan. Ta dva simbola skupaj nista bila dobra, saj je bila devetka simbol za zemeljske elemente in tudi podzemlje, ki je bilo sestavljeno iz devetih faz. Število devet je v Ranjenem jelenu mogoče videti dvakrat: na levi strani je devet dreves, pred jaso, ki razkriva ocean in strelo, ter devet puščic, ki štrlijo iz telesa jelena. Dodatnih devet je mogoče videti v konicah njenih rogov, če jih preštejemo skupaj.
Na sliki je jelenova prednja desna noga dvignjena od tal, morda kot odraz Kahlojine lastne prizadetosti. V času, ko je slikala Ranjenega jelena, je imela Kahlo težave s hojo, kar je kasneje istega leta poskušala popraviti z operacijo hrbtenice.
Nekateri umetnostni zgodovinarji verjamejo, da je Kahlojina odločitev, da se upodobi z moškimi in ženskimi potezami, odraz njene lastne spolnosti. To dojemanje priznava njeno biseksualnost. Druge interpretacije figure povezujejo moške in ženske elemente, imenovane hermafroditske, s predkolumbovskimi azteškimi verovanji, ki govorijo o odnosih med živalmi in deli človeškega telesa. Pomen besede carma, naslikane v spodnjem levem kotu slike, je sporen. Kahlo je sama verjela, da je njeno življenje načrtovala usoda, zato ni mogla preprečiti nobenih težav, s katerimi se je soočala. Posledično so njeno nesrečo morala povzročiti dejanja iz njenih prejšnjih življenj.
Vpliv krščanstva je vključen tudi s sklicevanjem na zgodbo o svetem Boštjanu, mučeniku, ki je bil privezan na drevo in ustreljen s puščicami.ref>"Saint Sebastian | Biography –  Christian Martyr". Encyclopædia Britannica Online. Accessed April 15, 2015. <http://www.britannica.com/EBchecked/topic/531221/Saint-Sebastian></ref>
Predkolumbovski, budistični in krščanski simboli se združujejo, da odražajo večkulturno realnost Fride Kahlo – realnost, ki predstavlja tudi spekter možnosti spola. Upodablja se s temi sopostavljenimi značilnostmi, da bi raziskala koncept sebe. S temi spremembami je identiteta videti kot dinamična in kompleksna, ne pa fiksno stanje.